# Ronald Webster Park
Ronald Webster Park – wielofunkcyjny stadion w The Valley na Anguilli. Jest obecnie używany głównie dla meczów piłki nożnej, chociaż przez wiele lat Reprezentacja Wysp Podwietrznych w krykiecie rozgrywała swoje mecze w ramach Regionalnego Konkursu Czterech Dni na tym obiekcie. Stadion mieści 4000 osób.